# 翁鴻業
翁鴻業，字一桓，号永固，浙江钱塘县（今杭州）人。明朝政治人物。进士出身。
天启四年（1624年）甲子科浙江乡试第一名举人，与董守谕、姜思睿齐名，共称“浙东三俊”；天启五年，登进士，授礼部仪制司主事。崇祯十年，出任山东右参政、广东参政。次年冬，清兵入关，进山东，直逼济南。鸿业奉命从沂水赴济南救援，后战败归乡。明亡后去世。